# 칸돔베

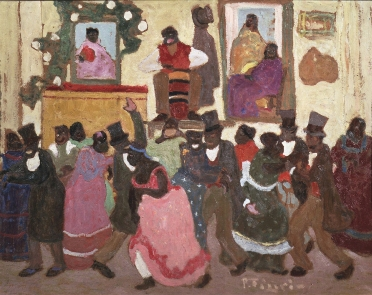

칸돔베(candombe)는 아프리카 노예들로부터 유입된 우루과이의 음악이자 춤이다. 탱고의 할아버지라고 할 만한 것이다. 사전에 의하면 '남녀 니그로의 상스러운 춤, 그 춤에 쓰이는 큰북의 일종'으로 되어 있다. 칸돔베의 기원은 오래이며, 식민지시대 이래의 음악으로서 부에노스아이레스 주변에서 추던 축제의 음악이었다. 밀롱가나 새로 탄생한 탱고가 점잖은 사람이나 상류사회의 사람들에게 백안시되면서도 부에노스아이레스의 중심부에 착착 침투한 데 대하여, 조잡하고 속된 이 음악은 점차 쇠퇴하였다. 1930년경까지는 카니발 때 젊은이들이 이 음악에 맞추어 춤추며 거리를 누비고 다녔지만, 카니발의 쇠퇴와 더불어 지금은 극장 또는 레코드 이외에는 들을 수 없게 되었다.

## 같이 보기
- 아르헨티나 탱고
- 아르헨티나의 음악